# Zgrada bečke secesije
Zgrada bečke secesije (njemački: Wiener Secessionsgebäude) je izložbeni paviljon, ali i arhitektonski manifest secesije, koji je 1897. godine u Beču izgradio arhitekt Joseph Maria Olbrich. Zgradu koja se prostire na oko 1000 m² (40 x 30 m) je financirao otac filozofa Ludwiga Wittgensteina, Karl Wittgenstein.
Secesija je bio pokret skupine bečkih art nouveau umjetnika koji su se pobunili protiv etabliranih umjetničkih institucija. Ova zgrada je bio njihov način iskazivanje bunta. Tako na samom ulazu u zgradu stoji njihov moto: "Svakom dobu njegova umjentost, umjetnosti sloboda" (njemački:  "Der Zeit ihre Kunst. Der Kunst ihre Freiheit"). Ispod je skulptura tri gorgone koje simboliziraju slikarstvo, kiparstvo i arhitekturu (Koloman Moser).
Unutra se nalazi najprepoznatljivije djelo bečke secesije, slavni "Beethovenov friz" koji je naslikao Gustav Klimt.
Zgrada se nalazi na austrijskoj kovanici od 0.50 €, a s druge strane je detalj Klimtovog friza. Austrijska zlatna "Secesijska komemorativna kovanica od 100 €" iz 2004. godine, također prikazuje ovu građevinu s obje strane.